# Joel Johnson
Joel Johnson Alajarín (Torrente, Valencia, España, 20 de septiembre de 1992), deportivamente conocido como Joel, es un futbolista liberiano que juega como defensa en el Westchester SC de la USL League One.

## Trayectoria

### Valencia C. F.
Formado en la cantera del Valencia CF, empezó la temporada 2009-10 con el equipo juvenil valencianista, aunque pronto fue ascendido al filial, llegando incluso a debutar en Primera División esa misma campaña.
Se estrenó con el primer equipo del Valencia Club de Fútbol en febrero de 2010, en un partido amistoso contra el Polonia Varsovia., Su actuación sedujo al técnico, Unai Emery, le convocó para enfrentarse al Club Brujas en la Liga Europa de la UEFA, aunque finalmente no saltó al terreno de juego.
Su debut en partido oficial con el dorsal 56 tuvo que esperar unas pocas semanas, hasta el 8 de marzo de 2010, con motivo de la 25.ª jornada de liga. La plaga de lesiones que sufría el primer equipo le permitió disputar los noventa minutos contra el Racing de Santander. Con 17 años y 169 días, se convirtió en el tercer jugador más joven en debutar con la casaca valencianista en la máxima categoría, por detrás de Diego Ribera (dieciséis años y 359 días) y Juan Mena (diecisiete años y 36 días). A pesar de entrar en otras convocatorias, esa temporada no volvió a disponer de minutos con el primer equipo.
En el verano de 2012, debido a sus problemas de disciplina se desvincula del club, quedando en libertad.

### Real Madrid C. F.
El 1 de julio de 2012, accede a las categorías inferiores del Real Madrid C. F. con la carta de libertad. El jugador se incorporó al Real Madrid C. F. "C" pasando a estar a las órdenes de Manolo Díaz.

### Real Jaén C. F.
El 1 de septiembre de 2014, el lateral derecho firma por el Real Jaén CF de la Segunda División B de España, dirigido por José Jesús Aybar Bejarano.

### CD Buñol
El 1 de julio de 2015, firma por el CD Buñol de la Tercera División de España, con el que disputa la temporada 2015-16.

### Charlotte Independence
El 6 de abril de 2016, el lateral derecho se convierte en refuerzo del Charlotte Independence de la USL Championship. Joel jugaría en el equipo norteamericano hasta el 1 de diciembre de 2021, cuando rescinde su contrato.

### Hartford Athletic
El 21 de marzo de 2022, firma por el Hartford Athletic de la USL Championship.

## Selección nacional
Johnson recibió su primera convocatoria para la selección nacional de Liberia el 31 de agosto de 2016, siendo un sustituto no utilizado en la derrota como visitante por 1 a 4 ante Túnez para la fase clasificatoria de la Copa Africana de Naciones 2017 la semana siguiente.

## Clubes
| Club                    | País           | Año           |
| ----------------------- | -------------- | ------------- |
| Valencia C. F. Mestalla | España         | 2009-2012     |
| Real Madrid C. F. "C"   | España         | 2012-2014     |
| Real Jaén C. F.         | España         | 2014-2015     |
| C. D. Buñol             | España         | 2015-2016     |
| Charlotte Independence  | Estados Unidos | 2016-2021     |
| Hartford Athletic       | Estados Unidos | 2022          |
| Charlotte Independence  | Estados Unidos | 2023-presente |

## Estadísticas

### Clubes
Actualizado al último partido jugado el 12 de enero de 2014.
| Club | Div           | Temporada     | Liga  | Liga  | Liga   | Copas nacionales(1) | Copas nacionales(1) | Copas nacionales(1) | Torneos internacionales(2) | Torneos internacionales(2) | Torneos internacionales(2) | Total | Total | Total  | Media goleadora(3) |
| Club | Div           | Temporada     | Part. | Goles | Asist. | Part.               | Goles               | Asist.              | Part.                      | Goles                      | Asist.                     | Part. | Goles | Asist. | Media goleadora(3) |
| --- | ------------- | ------------- | ----- | ----- | ------ | ------------------- | ------------------- | ------------------- | -------------------------- | -------------------------- | -------------------------- | ----- | ----- | ------ | ------------------ |
| V. C. F. Mestalla · España | 2ª B          | 2009-10       | 21    | 0     | 0      | 0                   | 0                   | 0                   | 0                          | 0                          | 0                          | 21    | 0     | 0      | 0                  |
| V. C. F. Mestalla · España | 3.ª           | 2010-11       | 0     | 0     | 0      | 0                   | 0                   | 0                   | 0                          | 0                          | 0                          | 0     | 0     | 0      | 0                  |
| V. C. F. Mestalla · España | 2ª B          | 2011-12       | 23    | 0     | 0      | 0                   | 0                   | 0                   | 0                          | 0                          | 0                          | 23    | 0     | 0      | 0                  |
| V. C. F. Mestalla · España | Total club    | Total club    | 44    | 0     | 0      | 0                   | 0                   | 0                   | 0                          | 0                          | 0                          | 44    | 0     | 0      | 0                  |
| Valencia C. F. · España | 1.ª           | 2009-10       | 1     | 0     | 0      | 0                   | 0                   | 0                   | 0                          | 0                          | 0                          | 1     | 0     | 0      | 0                  |
| Valencia C. F. · España | Total club    | Total club    | 1     | 0     | 0      | 0                   | 0                   | 0                   | 0                          | 0                          | 0                          | 1     | 0     | 0      | 0                  |
| Real Madrid C. F. "C" · España | 2ª B          | 2012-13       | 13    | 0     | 0      | 0                   | 0                   | 0                   | 0                          | 0                          | 0                          | 13    | 0     | 0      | 0                  |
| Real Madrid C. F. "C" · España | 2ª B          | 2013-14       | 14    | 0     | 1      | 0                   | 0                   | 0                   | 0                          | 0                          | 0                          | 14    | 0     | 1      | 0                  |
| Real Madrid C. F. "C" · España | Total club    | Total club    | 27    | 0     | 1      | 0                   | 0                   | 0                   | 0                          | 0                          | 0                          | 27    | 0     | 1      | 0                  |
| Total carrera | Total carrera | Total carrera | 72    | 0     | 1      | 0                   | 0                   | 0                   | 0                          | 0                          | 0                          | 72    | 0     | 1      | 0                  |
| (1) Incluye datos de la Copa del Rey / Supercopa de España (2009-10). En caso de equipo filial se refiere a los partidos de play-off (2009-Act). (2) Incluye datos de la UEFA Champions League (2009-10). (3) No incluye goles en partidos amistosos. |               |               |       |       |        |                     |                     |                     |                            |                            |                            |       |       |        |                    |